# Papageienkärpfling
Der Papageienkärpfling (Xiphophorus variatus, Syn.: Platypoecilus variatus), auch Papageienplaty genannt, ist ein Süßwasserfisch aus der Familie der Lebendgebärenden Zahnkarpfen. Die Fische sind auf der karibischen Seite des mittleren Mexiko (südliches Tamaulipas bis nördliches Veracruz) beheimatet.

## Merkmale
Die Männchen werden bis ungefähr 5–6 cm, die Weibchen bis 7 cm lang. Die Geschlechter können, wie bei allen Lebendgebärenden Zahnkarpfen, anhand des Gonopodiums des Männchens und am schwarzen Trächtigkeitsfleck des Weibchens unterschieden werden. Der Körperbau ist schlanker als beim nahe verwandten Platy (Xiphophorus maculatus). Ihr erreichbares Alter beträgt 3 Jahre.
Es gibt viele farbenprächtige Varianten in der Färbung, was der Art auch ihren Namen verlieh. Die Tiere färben sich in der Regel erst recht spät, bis dahin sind sie unscheinbar.
Bei gemeinschaftlicher Haltung im Aquarium kreuzen sich Papageienkärpflinge mit Platys, wodurch meist gelbe, schlanke, langgestreckte Hybriden entstehen.
Die Tiere sind omnivor, das heißt, sie sind Allesfresser und nehmen neben pflanzlichem Futter wie Algen (sehr wichtig) auch Wasserflöhe und Mückenlarven als Lebendfutter usw. an, in Gefangenschaft unter gewissen Bedingungen auch Flockenfutter.